# Steatocranus glaber
Steatocranus glaber es una especie de peces de la familia Cichlidae en el orden de los Perciformes.

## Morfología
Los machos pueden llegar a alcanzar los 5,3 cm de longitud total.

## Distribución geográfica
Se encuentra en la República Democrática del Congo.